# نصیرآباد (داراب)
نصیرآباد، روستایی در دهستان فورگ بخش فورگ شهرستان داراب در استان فارس ایران است.

## جمعیت
بر پایه سرشماری عمومی نفوس و مسکن در سال ۱۳۹۵، جمعیت این روستا برابر با ۹۵۵ نفر (۲۷۲ خانوار) بوده است.